# Lova Gud i himmelshöjd
Lova Gud i himmelshöjd är en lovpsalm av Jesper Swedberg diktad senast år 1694. Melodi (4/4, D-dur) från "Herrnhut" omkring år 1740, samma som numera används som melodi för psalmen Kristus vandrar bland oss än. Och i 1939 års koralbok användes en melodi daterad 1871 av Johan Fredric Lagergren. 
Av årtalen för text och musik framgår att det fanns en annan melodi i 1697 års koralbok då psalmen delade melodi med Pris vare Gud, som min hand lärer strida (nr 105) Är jag allen en främling här på jorden (nr 258), O Store Gudh, min Fader och min Herre (nr 300), Lof, prijs och tack ske tigh (nr 302) och O Gud, som ej de spädas röst föraktar (nr 330). Texten bygger på Psaltaren 150.
I Johan Olof Wallins psalmbok, 1819 års psalmbok, togs psalmen också med. Wallins version togs oförändrad, så när som på stavningen, in också i 1937 års psalmbok. Men för Den svenska psalmboken 1986 gjordes en grundlig bearbetning av Britt G Hallqvist år 1983, som på ett par ställen förde texten närmare originalet. Av upphovsrättsliga skäl kan hennes version inte publiceras här i sin helhet, men anslaget lyder:
Lova Gud i himmelshöjd,
sjung med glädje, lust och fröjd.

## Publicerad i
- 1695 års psalmbok som nr 112 under rubriken "Konung Davids psalmer".
- 1819 års psalmbok som nr 271 under rubriken "Kristligt sinne och förhållande - I allmänhet: Förhållandet till Gud: Guds lov".
- 1937 års psalmbok som nr 11 under rubriken "Guds lov".
- Sionstoner 1935 som nr 57 med titelraden "Loven Gud i himmelshöjd", under rubriken "Guds lov".
- Sionstoner 1972 som nr 10 med titelraden "Loven Gud i himmelshöjd".
- Levande sång som nr 607 under rubriken "Lovsång och tillbedjan".
- Den svenska psalmboken 1986 som nr 6 under rubriken "Lovsång och tillbedjan".
- Finlandssvenska psalmboken 1986 som nr 292 under rubriken "Glädje och tacksamhet".
- Hela familjens psalmbok 2013 som nummer 183 under rubriken "Vi tackar dig".[1]
- Cecilia 2013 som nr 6 under rubriken "Lovsång och tillbedjan".